# 拉亨多夫
拉亨多夫是德国下萨克森州的一个市镇。总面积38.24平方公里，总人口5844人，其中男性2853人，女性2991人（2011年12月31日），人口密度153人/平方公里。